# 민찬기
민찬기(閔燦基, 1989년 12월 27일 ~ )는 대한민국의 스타크래프트 프로게이머 출신 배우다. 프로게이머로 활동할 당시 Sea.ruby라는 아이디를 사용하였으며, 종족은 테란이었다. MBC게임 히어로 소속으로 활약했다.

## 프로게이머 시절
대한민국 공군 사병으로 복무한 그는 2006년 상반기 드래프트에서 POS(현 MBC게임 히어로)의 추천선수로 입단하였다.
2009년 상반기에는 공군 ACE에 지원하여 5월 25일 입대 하였다.
공군 입대가 확정되자 동시에 스타리그, MSL 양대리그 본선에 진출하여 많은 화제를 불러모았고, MBC게임에서 활동했을 때보다 실력이 늘었다는 평을 받았다.
EVER 스타리그 2009 36강에 진출했지만, 김창희에게 패하여 16강 진출은 좌절되었다.
대한항공 스타리그 2010 시즌2에서 예선을 뚫고 팀 동료인 박정석과 함께 36강에 진출했으며, 1차전에서 삼성전자 칸의 프로토스 허영무를 상대로 고스트를 잘 활용하면서 2:0으로 꺾으며 찬사를 받았으나, 2차전에서 SK텔레콤 T1의 저그인 박재혁에게 2:0으로 패배하면서 공군 창단 최초 16강 진출은 좌절되었다.
2011년 6월 21일 공군 ACE에서 전역해 친정팀인 MBC게임 히어로로 복귀했다. 그러나 소속팀의 해체로 인해 프로게이머 생활을 중단한 상태. 인터뷰를 통해 본인은 현재 어느 팀에도 입단이 불가능하여, 프로리그 시즌1이 끝나는 2012년 4월에 FA자격을 얻을 수 있다고 하였다.
이후 민찬기는 배우로써 진로를 바꾸게 되며 사실상 프로게이머는 은퇴나 다름없다.

## 배우 데뷔
2012년 8월 KBS2 일일시트콤 닥치고 패밀리를 통해 본격적인 배우로 데뷔를 하게 된다.

## 별명
- 빡찬기 - 경기에서 졌을 때만 화를 잘 낸다고 해서 붙은 별명. 초창기에는 상당히 심한 버릇이었다. 공군에 입대한 후 많이 고치긴 했지만, 가끔은 화를 내를 모습을 보이기도 한다.
- 신형폭격기 - 공군 입대 후 막내로서 프로리그, 개인리그에서 향상된 기량을 선보이며 붙은 별명.
- 미남테란 - 수려한 외모 때문에 붙은 별명. 출중한 외모덕에 은퇴 후 연예인으로 활동 중이다.
- 탄기신 - 포모스의 프로리그 경기결과에 민찬기의 이름에 오탈자가 난 데서 유래. 마침 이 날은 민찬기가 이영호를 에이스 결정전에서 승리하며 화제가 된 날이였고, 팬들은 '민찬기에게 탄기신이 빙의하셨다'며 화제로 삼기도 했다.

## 통산 전적
통산전적 (11.07.30 기준)
|             | 경기 | 승-패   | 승률  |
| ----------- | ---- | ------- | ----- |
| 대 테란     | 75   | 25–50   | 33.3% |
| 대 저그     | 124  | 74–50   | 59.7% |
| 대 프로토스 | 84   | 37–47   | 44.0% |
| 총합        | 283  | 136–147 | 48.1% |

## 주요 경력
- 2007년 9월 곰TV MSL 시즌3 32강
- 2008년 1월 곰TV MSL 시즌4 32강
- 2008년 10월 클럽데이 온라인 MSL 32강
- 2008년 12월 BATOO 스타리그 08~09 36강
- 2009년 1월 로스트사가 MSL 2009 32강
- 2009년 5월 박카스 스타리그 2009 36강
- 2009년 5월 아발론 MSL 32강
- 2009년 11월 EVER 스타리그 2009 36강
- 2009년 12월 NATE MSL 2009 32강
- 2010년 6월 대한항공 스타리그 2010 시즌2 36강
- 2011년 4월 ABC마트 MSL 32강

## 기타 기록
- 공군 최초로 양대리거 달성
- 공군 에이스 소속으로 임요환 이후 두 번째 MSL 진출
- 공군 현역 선수 중 예선 최다 통과 (1위 박대만과 타이)
- 프로게이머 출신 첫 연기자.

## 기타 활동

### 드라마
- 2012년 KBS2 일일시트콤 《닥치고 패밀리》 ... 알 역
- 2016년 SBS 아침드라마 《사랑이 오네요》 ... 김정훈 역
- 2017년 KBS2 수목드라마 《흑기사》 ... 민찬기 역
- 2018년 웹드라마 《하라는 공부는 안하고》 ... 남훈 역
- 2019년 MBC 일일연속극 《용왕님 보우하사》 ... 라이언 역
- 2021년 웹드라마 《아이돈케어》 ... 이로운 역

### 뮤직비디오
- 2013년 수혁 - 말해요
- 2014년 양송이 - 웃으며 안녕
- 2016년 유성은 - 질투

### 예능
- 2020년 ~ 현재 : 코미디빅리그